# ラクトバチルス・パラガッセリ
ラクトバチルス・パラガッセリ（Lactobacillus paragasseri）は、ホモ乳酸発酵を行うグラム陽性の細菌である。2018年にJCM5343(=Rogosa 208XR株)をタイプ株とし、ガセリ菌（Lactobacillus gasseri）より分割することが提唱されている。プロバイオティクスとして研究・販売されてきたガセリ菌株の殆どは実際にはこの種に属すとみられる。
細胞形状、脂質組成、16S rRNA系統解析ではガセリ菌との区別が困難で、平均塩基一致度（ANI）またはDNA-DNA分子交雑法により判別する。抗菌活性を持つガセリシンTや、グラム陰性菌のオートインデューサーを妨害するN-アシル-L-ホモセリンラクトン分解酵素を保有する例が多見られる一方、ガセリ菌（に残留した系統）はこれらの遺伝子を持たない。メリビオーズやラフィノースといったオリゴ糖を分解できない特徴もある。